# 10162 Issunboushi
10162 Issunboushi è un asteroide della fascia principale. Scoperto nel 1995, presenta un'orbita caratterizzata da un semiasse maggiore pari a 2,4623175 UA e da un'eccentricità di 0,0956150, inclinata di 7,04048° rispetto all'eclittica.
L'asteroide è dedicato al personaggio popolare giapponese Issunboushi.